# チチ松村
チチ 松村（チチ まつむら、本名・松村 正秀（まつむら まさひで）、1954年9月6日 - ）は、日本の男性ギタリスト。大阪府生まれで現在も大阪を拠点に活動している。また文筆家としても活動。アコースティックギターデュオ「ゴンチチ」のメンバー。大阪府立寝屋川高等学校卒業。

## 略歴
高校時代からギターを弾き始め、卒業後はアマチュアで関西を拠点としてソロ活動を行い、本名での音源もいくつか発表されている。
ガス点検の仕事をしていたが、1978年に現在のマネージャーから同郷のゴンザレス三上（本名・三上雅彦）を紹介され、意気投合。共にギターユニット「ゴンチチ」を結成。現在も新作アルバムを発表するなど、精力的に活動を続けている。
チチは、チャーリー・パーカーのアルバムの中の「chichi（チチ）」という曲にちなんで命名した。
自称「茶人」としても知られる。なおこの「茶人」は茶道とは無関係で、仲の良かった中島らもに「スゴイ変人」といわれたのに対し、松村特有の「風流な世界」を追求しているモノをアピールするため「茶人」と名乗った。
またクラゲをこよなく愛し、クラゲを飼育したり、クラゲ・グッズを集めるなど、独特な嗜好を持つ。キノコも好きである。
演奏に使用しているギターは、ほとんど「ゴミ」として捨てられていたものであり、今までに数十本も拾っているという。
また、ミュージックソー演奏も好きであり、都家歌六が会長の「日本のこぎり音楽協会」の会員でもある。
中島らもと大変気が合い、中島の生前は、「らもチチ」というユニット名で、共同執筆や、ラジオ・テレビなどに出演をしていた。中島の小説『水に似た感情』には、松村がモデルの「ソトさん」というキャラクターが登場する。
国際ジャーナリストの小西克哉とは、中学の同級生。しかし小西はそのことにまったく気づいておらず、小西が司会をするTBSラジオの「ストリーム」で、「小西くん、久しぶりやね」と言ってサングラスをとるまでわからなかった。
友人と「話題になったとき」に備えて、地図帳（場所が話題になったときに備えて）とメジャー（長さが話題になったときに備えて）と分度器（角度が話題になったとき備えて）を常備している。
「旅ゆけ茶人」の記述によれば、パリのど真ん中でウンコを垂れたらしい。傑作「ふなのような女」の録音を翌日にひかえての珍事であった。

## ソロＣＤ
- ふなのような女 1993
- 半音生活（ゲスト：アン・サリー他） 2007

## ライブ、オムニバスＣＤ
- 春一番ライブ '75～'76 
  - CD2-No.1: The Entertainer（2004、BZCS-9025、Bellwood Record）* 松村正秀名義
- 春一番ライブ '77～'78
  - CD1-No.1: 坂道（2004、BZCS-9027、Bellwood Record）* 松村正秀名義

## ソロでのラジオ出演
- チチ松村のミッドナイトきのこ列車　FM大阪 1987年 - 1988年
- イエスタデイズ　FM大阪 1989年
- らもチチ魔界ツアーズ　JFN系FM　1997年～2000年
- らもチチ魔界クルーズ　USEN　2001年～

## ソロでのテレビ出演
- 楽園図鑑 （毎日放送、毎週火曜深夜1:30-1:45、2004年3月30日終了）
- 遠くへ行きたい （読売テレビ）
- ジパング通信 （朝日放送、中島らもと共演）
- らも･チチ 関西文化夜話 （NHK大阪)
- ちちんぷいぷい　（毎日放送）「川崎亜沙美の密着わくわく一日」→「中間淳太の密着まるまる一日」ナレーション
- 消えた鉄道を歩く 南九州 山野線 栄枯盛衰 (1997年、NHK)

## 著作
- それゆけ茶人 1993/4
- 私はクラゲになりたい 1993/12
- 旅ゆけ茶人  1994/8
- 松村クラゲくんの日常（下条ユリとの共著） 1995/10
- ゴミを宝に!  1999/7
- たゆたうクラゲ（中村庸夫との共著）　1997/7
- 顔面採集帳  1998/7
- 海月（ネイチャープロダクション、PPS、江の島水族館との共著） 1999/5
- 緑の性格  2000/7
- 盲目の音楽家を捜して  2001/3)
- らもチチわたしの半生 青春篇（中島らもとの共著） 2001/12
- らもチチわたしの半生 中年篇（中島らもとの共著） 2002/2
- 毒のある本（中山泰との共著） 2003/1
- MOOKきのこ2号（共著） 2006/5
- MOOKきのこ3号（共著） 2006/7
- MOOKきのこ4号（共著） 2006/8
- MOOKきのこ5号（共著） 2006/11
- MOOKきのこ6号（共著） 2006/12
- CD絵本 セミトーン・ラブ（寺坂耕一との共著） 2007/5)